# S.C.I.E.N.C.E.
S.C.I.E.N.C.E. – drugi album studyjny zespołu Incubus wydany 9 września 1997 roku. Jak dotąd zostało sprzedanych 740 tysięcy kopii tego albumu.

## Lista utworów
1. "Redefine" - 3:19
2. "Vitamin" - 3:13
3. "New Skin" - 3:51
4. "Idiot Box" - 4:07
5. "Glass" - 3:37
6. "Magic Medicine" - 3:03
7. "A Certain Shade of Green" - 3:11
8. "Favorite Things" - 3:11
9. "Summer Romance (Anti-Gravity Love Song)" - 4:26
10. "Nebula" - 3:50
11. "Deep Inside" - 3:55
12. "Calgone" - 16:03